# Pastorale (Liturgie)
Das Pastorale ist ein Handbuch für diakonische Mitarbeiter und Geistliche, das in der praktischen Seelsorge Anwendung findet. Das Pastorale enthält kleine Andachten, kurze Liturgien, Gebete, Fürbitten, Bibelworte und Segenssprüche für unterschiedliche Situationen. Es wird in der evangelischen Kirche benutzt. In der katholischen Kirche entspricht dem Pastorale in etwa das Benediktionale.

## Geschichte und Bedeutung
Das Evangelische Pastorale wurde von der Lutherischen Liturgischen Konferenz 1981 erstmals wieder neu herausgegeben und erschien seitdem in vielen Auflagen. Es erfüllt seine Aufgabe an der Schnittstelle zwischen Seelsorge, Diakonie und Liturgie. Das Evangelische Pastorale ist im Vorwort beschrieben als „eine Handreichung für den seelsorgerlichen Dienst“ und enthält biblische Gebetsrufe und Trostworte. Das Pastorale hilft seelsorgerlich Tätigen in der Begegnung mit alten, kranken, sterbenden und trauernden Menschen. Anweisungen und Formulierungen zur Nottaufe, zum Krankenabendmahl und zur Andacht im Trauerhaus unterstützen das pastorale oder diakonische Handeln. Seelsorgerliche Hilfen für die Begegnung mit verunglückten Menschen geben Orientierung in schwierigen Situationen. Das Werk Bierleins schließt auch ehrenamtliche Mitarbeiter ein, die an einem Krankenbett stehen oder in der Altenseelsorge engagiert sind und Nächte erleben, „wo der Glaube weicht“.

## Ökumene
In der katholischen Kirche heißt das offizielle liturgische Buch, das speziell Segensriten enthält, Benediktionale.
Die orthodoxe Kirche, die römisch-katholische Kirche und die protestantischen Kirchen haben inzwischen ein gemeinsames Buch herausgebracht, das dem sachlichen Anliegen des evangelischen Pastorale nahekommt. Es ist das ökumenische Gebetbuch Du in unserer Mitte. Dort finden sich interkonfessionelle Gebete zum Thema „mit Sterbenden beten“ und andere Texte, die explizit ökumenisch ausgerichtet sind und aus dem weiten Feld der ökumenischen Christenheit genommen sind.